# Johann Casimir von Häffelin
Johann Casimir von Häffelin (né le 3 janvier 1737 à Minfeld en Palatinat-Deux-Ponts et mort le 27 août 1827 à Rome) est un cardinal allemand du XIXe siècle.

## Biographie
Von Häffelin est vicaire général de l'ordre de Malte à Munich et est élu évêque titulaire de Chersoneso en 1787. Il est nommé Oberhofbibliotekar (bibliothécaire de la cour) du duc Maximilien Joseph de Bavière et est envoyé comme ministre plénipotentiaire de la Bavière auprès  du Saint-Siège en 1803. Après la nouvelle occupation de Rome par les Français en 1810, il se retire à Naples, où il devient ambassadeur. Après la restauration du gouvernement papal en 1815, il est de nouveau ministre plénipotentiaire. En 1817 il conclut le concordat entre la Bavière et le Saint-Siège.
Le pape Pie VII le crée cardinal lors du consistoire du 6 avril 1818. Von Häffelin participe au conclave de 1823 lors duquel Léon XII est élu.